# Franjo Ivanović
Franjo Ivanović (Schwaz, 1º ottobre 2003) è un calciatore croato, attaccante del Benfica.

## Biografia
Nato in Austria, ha origini croate.

## Carriera

### Club
Giovanili
Dopo avere mosso i primi passi nelle giovanili del Mayrhofen nel 2008, vi ha militato sino al 2015, anno in cui si è trasferito al JFG Lohwald.
Nel 2016 si è trasferito ai tedeschi dell'Augusta; dopo avere trascorso cinque anni nelle giovanili, dal 2021 al 2023 ha giocato con la seconda squadra in Regionalliga segnando 18 gol in 42 partite.
Rijeka
Nel 2023 è stato ceduto a titolo definitivo al Rijeka, club della prima divisione croata, campionato nel quale durante la stagione 2023-2024 mette a segno 5 reti in 30 partite giocate, a cui aggiunge anche 3 reti in 6 presenze in Conference League.
Union Saint-Gilloise
Nella stagione 2024-2025 viene ceduto al club belga dell'Union Saint-Gilloise. Il 29 settembre 2024 segna il suo primo goal nella vittoria per 3-0 contro il Kortrijk. Il 6 ottobre seguente segna un goal in trasferta contro il Club Brugge, terminata sull'1-1. Il 12 dicembre realizza la doppietta decisiva per la vittoria per 2-1 contro il Nizza in Europa League. Tre giorni dopo mette a segno una tripletta contro il Westerlo, decisivo sul 3-1 finale. Il 23 gennaio 2025 realizza un'altra doppietta in Europa League, nella vittoria per 2-1 contro il Braga.
Benfica
Il 31 luglio 2025 si trasferisce al Benfica, con cui firma un quinquennale fino al 2030, per 28 milioni di euro bonus inclusi.

### Nazionale
Dopo avere disputato numerose partite con le varie nazionali giovanili croate, con una parentesi con l'under-15 dell'Austria nel 2017, Il 3 marzo 2025 viene convocato per la prima volta in nazionale maggiore, con cui esordisce diciassette giorni dopo nel successo per 2-0 nell'andata dei quarti di Nations League contro la Francia.
Il 7 giugno 2025 segna i suoi primi due gol in nazionale nel successo esterno per 7-0 contro Gibilterra.

## Statistiche

### Presenze e reti nei club
Statistiche aggiornate al 25 maggio 2025.
| Stagione          | Squadra              | Campionato        | Campionato | Campionato | Coppe nazionali | Coppe nazionali | Coppe nazionali | Coppe continentali | Coppe continentali | Coppe continentali | Altre coppe | Altre coppe | Altre coppe | Totale | Totale | Totale |
| Stagione          | Squadra              | Comp              | Pres       | Reti       | Comp            | Pres            | Reti            | Comp               | Pres               | Reti               | Comp        | Pres        | Reti        | Pres   | Reti   |        |
| ----------------- | -------------------- | ----------------- | ---------- | ---------- | --------------- | --------------- | --------------- | ------------------ | ------------------ | ------------------ | ----------- | ----------- | ----------- | ------ | ------ | ------ |
| 2021-2022         | Augusta II           | RL                | 6          | 0          | -               | -               | -               | -                  | -                  | -                  | -           | -           | -           | 6      | 0      |        |
| 2022-2023         | Augusta II           | RL                | 36         | 18         | -               | -               | -               | -                  | -                  | -                  | -           | -           | -           | 36     | 18     |        |
| Totale Augusta II | Totale Augusta II    | Totale Augusta II | 42         | 18         |                 | -               | -               |                    | -                  | -                  |             | -           | -           | 42     | 18     |        |
| 2023-2024         | Rijeka               | HNL               | 30         | 5          | CC              | 5               | 4               | UECL               | 6                  | 3                  | -           | -           | -           | 41     | 12     |        |
| lug.-ago. 2024    | Rijeka               | HNL               | 4          | 3          | CC              | 0               | 0               | UEL+UECL           | 4+2                | 0+1                | -           | -           | -           | 10     | 4      |        |
| Totale Rijeka     | Totale Rijeka        | Totale Rijeka     | 34         | 8          |                 | 5               | 4               |                    | 12                 | 4                  |             | -           | -           | 51     | 16     |        |
| sett. 2024-2025   | Union Saint-Gilloise | D1                | 34         | 16         | CB              | 2               | 0               | UEL                | 10                 | 4                  | -           | -           | -           | 46     | 20     |        |
| Totale carriera   | Totale carriera      | Totale carriera   | 110        | 42         |                 | 7               | 4               |                    | 22                 | 8                  |             | -           | -           | 139    | 54     |        |

### Cronologia presenze e reti in nazionale
| Cronologia completa delle presenze e delle reti in nazionale ― Croazia | Cronologia completa delle presenze e delle reti in nazionale ― Croazia | Cronologia completa delle presenze e delle reti in nazionale ― Croazia | Cronologia completa delle presenze e delle reti in nazionale ― Croazia | Cronologia completa delle presenze e delle reti in nazionale ― Croazia | Cronologia completa delle presenze e delle reti in nazionale ― Croazia | Cronologia completa delle presenze e delle reti in nazionale ― Croazia | Cronologia completa delle presenze e delle reti in nazionale ― Croazia |
| Data                                                                   | Città                                                                  | In casa                                                                | Risultato                                                              | Ospiti                                                                 | Competizione                                                           | Reti                                                                   | Note                                                                   |
| ---------------------------------------------------------------------- | ---------------------------------------------------------------------- | ---------------------------------------------------------------------- | ---------------------------------------------------------------------- | ---------------------------------------------------------------------- | ---------------------------------------------------------------------- | ---------------------------------------------------------------------- | ---------------------------------------------------------------------- |
| 20-3-2025                                                              | Spalato                                                                | Croazia                                                                | 2 – 0                                                                  | Francia                                                                | UEFA Nations League 2024-2025 - Quarti di finale                       | -                                                                      | 60’                                                                    |
| 23-3-2025                                                              | Saint-Denis                                                            | Francia                                                                | 2 – 0 dts (5 – 4 dtr)                                                  | Croazia                                                                | UEFA Nations League 2024-2025 - Quarti di finale                       | -                                                                      | 60’                                                                    |
| 6-6-2025                                                               | Faro                                                                   | Gibilterra                                                             | 0 – 7                                                                  | Croazia                                                                | Qual. Mondiali 2026                                                    | 2                                                                      | 46’                                                                    |
| 9-6-2025                                                               | Osijek                                                                 | Croazia                                                                | 5 – 1                                                                  | Rep. Ceca                                                              | Qual. Mondiali 2026                                                    | -                                                                      | 76’                                                                    |
| Totale                                                                 |                                                                        | Presenze                                                               | 4                                                                      |                                                                        | Reti                                                                   | 2                                                                      |                                                                        |

## Palmarès
- Campionato belga: 1

Union Saint-Gilloise: 2024-2025